# San Juan Talpa
San Juan Talpa ist ein Municipio in El Salvador im Departamento La Paz.

## Name
Der Nawat-Name Talpan wird als „auf der Erde“ oder auch „erdiger Ort“ gedeutet, vgl. hierzu Nawat tal (nahuatl tlalli) „Erde“ und die Endung -pan „auf“, zusammen talpan (nahuatl tlalpan) „auf der Erde“.

## Geschichte
Talpan war eine Siedlung der Nonualcos, eines Volksstamms der Pipil. Um etwa 1200 kam die Gegend unter die Herrschaft von Cuzcatlan.
Das Gebiet wurde 1528 endgültig von den Spaniern erobert.
1740 lebten nach Angaben des Oberbürgermeisters (alcalde mayor) von San Salvador, Manuel de Gálvez Corral, in San Juan Talpa 240 abgabepflichtige Indios, mit Angehörigen insgesamt etwa 1200, sowie einige Ladinos.
Am 12. Juni 1824 kam Ataco zunächst an das Departamento San Salvador und wechselte dann mehrmals zwischen den Departamentos Cuzcatlán, San Salvador und La Paz. Seit dem 21. Februar 1852 gehört es zum Departamento La Paz. Am 26. April 1858 hatte es 502 Einwohner, im Jahre 1890 bereits 1800 Einwohner.
Am 31. März 1894 erhielt San Juan Talpa die Stadtrechte.

## Sehenswürdigkeiten
In San Juan Talpa befindet sich das einzige astronomische Observatorium El Salvadors, dessen Bau 1994 begann und das am 2. Februar 2000 von der Salvadorianischen Astronomischen Gesellschaft (Asociación Salvadoreña de Astronomia, ASTRO) eröffnet wurde.

## Pipil-Kultur
Die Region der Nonualcos, zu der auch San Juan Talpa gehört, war ein Zentrum der Pipil-Kultur. Die Pipil-Sprache Nawat ist infolge der harten Unterdrückung seit dem Genozid an den Pipil 1932 praktisch ausgestorben. In San Juan Talpa ist als bisher einzigem Ort außerhalb des Departamento Sonsonate das Nawat wieder in begrenztem Maße zu hören: Die Schule Alberto Varela in San Juan Talpa beteiligt sich an einem Unterrichtsprojekt für diese Sprache, das seit 2003 läuft. 600 Schüler lernten hier 2008 bei vier Lehrern Nawat.